# Peroxizom

Schéma peroxizomu

Peroxizom je buněčná organela vyskytující se v eukaryotických buňkách, která se účastní metabolických drah a dále také slouží buňce k likvidaci jedovatých substancí. Má jednoduchý membránový obal, který izoluje její obsah od prostředí buňky. Na rozdíl od lyzozomů se může množit dělením. Peroxizomy objevil v roce 1965 Christian de Duve. Spolu s glyoxyzomy a glykozomy patří mezi tzv. mikrotělíska („microbodies“).

## Stavba a funkce
Tato organela je poměrně jednoduchá ve své stavbě i v bílkovinném složení. Dosahuje velikosti v průměru asi 0,1–1 μm, je obklopena jedinou membránou a udává se, že lidský peroxizom obvykle obsahuje asi 125 proteinů. Buď tvoří síťovitou trojrozměrnou strukturu (jako v hepatocytech), nebo jsou v buňce jednotlivě.
Je v nich obsažena peroxidáza, kataláza, dehydrogenáza D-aminokyselin a urikáza.
Hlavní funkcí peroxizomů je hostit různé enzymy, které souvisí s metabolismem lipidů:
1. Degradativní oxidace (beta-oxidace velmi dlouhých řetězů mastných kyselin, větvících se mastných kyselin a oxidace dalších lipidických látek či také dikarboxylových kyselin)
2. Prvních kroky syntézy glycerolipidů či plasmalogenů
3. Tvorba žlučových kyselin, dolicholu a cholesterolu
4. Rozklad purinů, polyaminů a aminokyselin
5. Detoxikace kyslíkových radikálů (peroxid vodíku, superoxidy a epoxidy)

## Transport proteinů do peroxizomu
Peroxizomy jsou po dobu své existence zásobovány čerstvými bílkovinami, jež jsou vyráběny na cytosolických ribozomech a následně transportovány skrz membránové kanály do peroxizomů. Proteiny určené pro peroxizom obvykle nesou PTS sekvenci (peroxisomal targeting signal), což je poznávací značka, která říká: „Patřím do peroxizomu“. Existují dva typy těchto signálních sekvencí, jedna z nich (PTS1) je na C-konci peroxizomálních proteinů, zatímco druhá, vzácnější, se jmenuje PTS2 a nachází se poblíž N-konce. Na tyto signální sekvence se váže PTS receptor – v případě PTS1 se jmenuje Pex5, v případě PTS2 sekvence se jedná o Pex7 receptor. Tyto receptory spolu s proteinem difindují k peroxizomu, začlení se do peroxizomální membrány a naváží se na membránový komplex složený z jiných Pex proteinů. Následně se transportovaný protein uvolní a vstoupí do peroxizomu. Posledním krokem je recyklace PTS receptoru – ten se za pomoci hydrolýzy ATP a polyubikvitinace uvolňuje z membrány a vrací se do cytosolu.